# روبن یوزباشیان
روبن یوزباشیان (ارمنی: Ռուբեն Յուզբաշյան ؛ زادهٔ ۱۸۸۵ - درگذشته ۲۶ دسامبر ۱۹۳۷) سیاستمدار اهل ارمنستان است که از تاریخ ۳۰ نوامبر ۱۹۲۰  تا تاریخ ۲ دسامبر ۱۹۲۰ سمت وزیر رفاه عمومی و بازسازی نخستین جمهوری ارمنستان را برعهده داشت.

## زندگی‌نامه
در ۱۸۸۵ در شوشی به دنیا آمد و از دانشگاه زوریخ فارغ‌التحصیل شد.   وی در ۲۶ دسامبر ۱۹۳۷ در سن ۵۲ سالگی در ایروان اعدام شد و در مکانی نامعلوم به خاک سپرده شد

## یادداشت
1. ↑  Հանրային խնամատարության և վերաշինության նախարար